# HD 59507
HD 59507，又名BD+39 1958，SAO 60148、HR 2872，是一颗恒星，视星等为6.54，位于銀經179.99，銀緯24.08，其B1900.0坐标为赤經7h 25m 8.4s，赤緯+39° 24.08′ 23″。